# Рабепразол
Рабепразол — синтетичний препарат, що є похідним бензимідазолу та належить до групи інгібіторів протонної помпи, що застосовується перорально та парентерально. Рабепразол уперше синтезований у Японії у лабораторії компанії «Eisai Co.» та застосовується у клінічній практиці з 1998 року.

## Фармакологічні властивості
Рабепразол — синтетичний препарат, що є похідним бензимідазолу та належить до групи інгібіторів протонної помпи. За хімічним складом є рацематом двох енантіомерів — S-рабепразолу та R-рабепразолу (дексрабепразолу), із яких активнішим є R-ізомер, який з 2015 року включений до АТХ до групи A02 як окремий препарат, до якої входять інші інгібітори протонної помпи. Механізм дії препарату полягає у інгібуванні ферменту парієтальних клітин шлунку H+/K+ АТФази (який також називають протонною помпою), що призводить до блокування перенесення іонів водню із парієтальних клітин у порожнину шлунку та гальмування кінцевого етапу секреції соляної кислоти. Після введення в організм рабепразол накопичується в каналах обкладочних клітин шлунку, саме у просвіт яких заходять частини молекул протонної помпи, де виключно і відбувається взаємодія препарату із ферментом H+/K+ АТФазою виключно парієтальних клітин шлунку. Найвища ефективність рабепразолу спостерігається при показнику pH шлункового соку рівному 4, і залишається високою при зниженні кислотності шлунку до показника pH рівному 5, коли інші інгібітори протонної помпи перестають діяти. Рабепразол пригнічує секрецію соляної кислоти парієтальними клітинами слизової оболонки шлунку; у тому числі як спонтанну (базальну), так і стимульовану гістаміном, гастрином та ацетилхоліном. Оскільки застосування рабепразолу знижує рівень кислотності шлунку, то це призводить до стимуляції вироблення гастрину. Рабепразол має власну активність проти Helicobacter pylori, використовується у схемах ерадикації цього мікроорганізму, та має власні гастропротекторні властивості, пов'язані з високою тривалістю антисекреторної функції препарату та потенціюванням дії антибіотиків, які входять до схем антихелікобактерної терапії. Рабепразол має середній час зв'язування із протонною помпою — 30 годин, аналогічно омепразолу, тоді як у пантопразолу цей час найвищий і становить 46 годин, а у лансопразолу становить лише 15 годин, і є найкоротшим з усіх представників групи блокаторів протонної помпи. Рабепразол у меншому ступені, ніж омепразол, взаємодіє із системою цитохрому Р-450, та може застосовуватися разом із клопідогрелем; а також разом із варфарином, фенітоїном, теофіліном та діазепамом. При застосуванні рабепразолу в дозі 20 мг/добу протягом 4 тижнів спостерігається заживлення виразки дванадцятипалої кишки у 90—100% хворих, при застосуванні протягом 8 тижнів аналогічної дози препарату при виразці шлунку заживлення виразки спостерігається у 91% хворих. Рабепразол також ефективний при застосуванні з профілактичною метою для попередження повторних шлунково-кишкових кровотеч у хворих виразковою хворобою шлунку та дванадцятипалої кишки, які були ускладнені кровотечею. Висока ефективність рабепразолу спостерігається при застосуванні даного препарату і при гастроезофагальній рефлюксній хворобі. Рабепразол допущений для лікування гастоезофагальної рефлюксної хвороби у дітей віком від 1 року. При тривалому застосуванні рабепразолу спостерігається збільшення кількості хромафінних клітин у слизовій оболонці шлунку. У 2010 році FDA випустило бюлетень із попередженням про підвищений ризик переломів стегна, зап'ястя та хребта при тривалому (понад 1 року) або при застосуванні у високих дозах препаратів із групи блокаторів протонної помпи (у тому числі рабепразолу, а також омепразолу, пантопразолу, лансопразолу, езомепразолу та декслансопразолу).

### Фармакокінетика
Рабепразол швидко та повністю всмоктується при прийманні всередину, біодоступність препарату складає 52% при пероральному застосуванні. Максимальна концентрація рабепразолу в крові досягається протягом 2—5 годин (у середньому 3,5 годин). Рабепразол майже повністю (на 97%) зв'язується з білками плазми крові. Рабепразол всмоктується у слизовій оболонці тонкого кишківника, та накопичується у парієтальних клітинах шлунку. Після всмоктування рабепразол перетворюється у активну форму — сульфенамід, та незворотно зв'язується із молекулою цистеїну протонної помпи. У інших тканинах рабепразол не створює високих концентрацій, погано проходить через гематоенцефалічний бар'єр, може проходити через плацентарний бар'єр та виділятися у грудне молоко. Метаболізується рабепразол у печінці із утворенням кількох неактивних метаболітів. Виводиться препарат із організму переважно із сечею (90%), частково із фекаліями (10%). Період напіввиведення препарату становить 1—2 години, у літніх людей цей показник підвищується приблизно на 60%, при печінковій недостатності період напіввиведення рабепразолу збільшується до 12,3 години, а при нирковій недостатності період напіввиведення незначно зростає.

## Показання до застосування
Рабепразол застосовується при виразковій хворобі шлунку та дванадцятипалої кишки, синдромі Золлінгера-Еллісона, гастроезофагеальній рефлюксній хворобі та рефлюкс-езофагіті, у схемах ерадикації Helicobacter pylori. Рабепразол застосовується також для профілактики та лікування медикаментозних уражень шлунку та дванадцятипалої кишки, спричинених нестероїдними протизапальними препаратами та тієнопіридинами.

## Побічна дія
При проведенні спостережень виявлено, що при застосуванні рабепразолу побічні ефекти виникають переважно у 1—2% пацієнтів. Найчастіше при застосуванні препарату спостерігалися висипання на шкірі, нежить, нудота, діарея, головний біль, запаморочення. Також при застосуванні препарату можуть спостерігатися наступні побічні ефекти:
- Алергічні реакції та з боку шкірних покривів — рідко кашель, синусит, бронхіт, грипоподібний синдром, часті інфекції верхніх дихальних шляхів, гарячка, свербіж шкіри, гіпергідроз.
- З боку травної системи — нечасто (0,1—1%) блювання, біль у животі, запор, метеоризм; рідко зниження апетиту, стоматит, гастрит.
- З боку нервової системи — рідко (0,01—0,1%) загальна слабість, сонливість або безсоння, депресія, тривога, порушення зору.
- Зміни в лабораторних аналізах — рідко спостерігаються лейкоцитоз, підвищення активності амінотрансфераз в крові.

## Протипокази
Протипоказами до застосування рабепразолу є підвищена чутливість до препарату, вагітність та годування грудьми, злоякісні пухлини травної системи. З обережністю рабепразол застосовується при порушеннях функції печінки та в дитячому віці.

## Форми випуску
Рабепразол випускається у вигляді таблеток та капсул по 0,01 та 0,02 г і порошку для ін'єкцій у флаконах по 0,02 г. Рабепразол разом із орнідазолом та кларитроміцином входить до складу комбінованого препарату «Орністат».